# Francesc Novella
Francesc Novella (Castellfabib, Racó d'Ademús, 1581 - València, 1645), doctor en teologia, fou catedràtic de retòrica de la Universitat de València des del 2 de juny de 1615 fins a la seva mort. El seu manual titulat Breves rethoricæ institutiones conté poesies en llatí que va compondre per al seu ús en la universitat com a exercicis de retòrica, entre les quals una oratio en lloança del canonge Jeroni Agustí Morlà, que n'havia estat rector. Entre les poesies llatines de Jaume Joan Falcó hi ha diversos epitafis i epigrames laudatoris que aquest dedicà a la seua memòria.

## Obres destacades
- Relacion de las Fiestas que la muy Noble, y Coronada Ciudad de Valencia ha hecho a la Beatificacion del Santo Fr. Luis Bertran de la Orden de Predicadores, València: Juan Vicente Franco, 1608
- Breves Rhetoricæ Instutiones, cuquodam Panegyrico gratulatorio in laudem cuiusdem Rectoris Universitatis Valentinæ, València: Felip Mey, 1621, i Silvestre Esparza, 1641
- Oratio in laudem Divi Lucæ, València, 1623